# Зюскинд, Вальтер
Ян Ва́льтер Зю́скинд (англ. Jan Walter Susskind; 1 мая 1913, Прага — 25 марта 1980, Беркли, Калифорния) — британский дирижёр чешского происхождения (гражданин Великобритании с 1946 г.).
Сын музыкального критика и пианистки, Зюскинд учился в Пражской консерватории у Йозефа Сука (композиция) и Карела Хофмайстера (фортепиано), а также у Георга Селла (дирижирование) в Немецкой академии музыки в Праге. В 1934 г. Зюскинд дебютировал как дирижёр в Немецкой опере Праги. Одновременно с 1933 г. он концертировал как пианист, особенно в составе Чешского трио. Серединой 1930-х гг. датируются и композиторские опыты Зюскинда — в частности, Четыре песни для голоса и струнного квартета (1935).
В 1939 г. Зюскинд успел покинуть Чехию за несколько дней до гитлеровской оккупации и оказался в Лондоне, где восстановил Чешское трио и начал выступать с ним, первоначально в представительстве чехословацкого правительства в изгнании. На одном из таких концертов Зюскинд познакомился с виолончелисткой Элинор Уоррен, на которой в 1943—1953 гг. был женат. В 1943—1945 гг. Зюскинд руководил оркестром одного из второстепенных лондонских оперных театров. В 1946—1952 гг. он возглавлял Шотландский национальный оркестр (одновременно немало выступая и записываясь с оркестром Филармония). В 1953—1955 гг. Зюскинд работал в Австралии, руководя симфоническим оркестром штата Виктория, а затем отправился в Америку, где в 1956—1965 гг. был музыкальным руководителем Торонтского симфонического оркестра и Мендельсоновского хора. Следующим заметным ангажементом Зюскинда стало руководство Сент-Луисским симфоническим оркестром в 1968—1975 гг. Наконец, в 1978—1979 гг. Зюскинд возглавлял Симфонический оркестр Цинциннати.
Среди заметных записей Зюскинда — «Планеты» Густава Холста и «Так говорил Заратустра» Рихарда Штрауса с Сент-Луисским оркестром.